# Pan Bendito
Pan Bendito – stacja metra w Madrycie, na linii 11. Znajduje się w dzielnicy Carabanchel, w Madrycie i zlokalizowana jest pomiędzy stacjami Abrantes i San Francisco. Została otwarta 16 listopada 1998.